# HMS Endeavour
A HMS Endeavour vagy HM Bark Endeavour angol vitorláshajó volt, amellyel James Cook első útján, 1769 és 1771 között körülhajózta a Földet.
A hajó 1764-ben épült szénszállítónak Earl of Pembroke néven. A Brit Haditengerészet 1768-ban megvásárolta, átnevezte Endeavourra és átalakították a Csendes-óceán déli részére küldött tudományos expedíció céljaira. Az expedíció a Vénusz Nap előtti áthaladását volt hivatott megfigyelni, ezenkívül pedig a feltételezett nagy déli kontinenst, a Terra Australist kereste. A hajó 1768 augusztusában indult Plymouthból, megkerülte a Horn-fokot, majd 1769 júniusában Tahitin megfigyelték a Vénusz-áthaladást. Ezután a Csendes-óceán nagyrészt feltérképezetlen vizein felderítettek több kisebb polinéziai szigetet, majd feltérképezték Új-Zéland partvidékét. Az expedíció volt az első európai hajó, amelyik Abel Tasman 127 évvel korábbi útja óta kikötött Új-Zélandon.
1770 áprilisában az Endeavour volt az első hajó, amely elérte Ausztrália keleti partvidékét. Észak felé haladva felderítették a kontinenst. A Nagy korallgáton zátonyra futottak és csak a rakomány és az ágyúk egy részének vízbe dobásával szabadulhattak róla. Miután hét hetet a hajó javításával töltöttek, északnyugat felé hajóztak és 1770 októberében elérték a jávai Batáviát (ma Jakarta). December 26-án indultak hazafelé és miután 1771 márciusában megkerülték a Jóreménység-fokot, három évnyi távollét után július 12-én futottak be az angliai Doverbe.
A Föld körüli felfedezőút után az Endeavour a Falkland-szigetekre szállított készleteket, majd a haditengerészet kimustrálta és eladta egy vállalkozónak, aki átnevezte Lord Sandwich-nek. Az amerikai függetlenségi háborúban a brit kormány bérbe vette a hajót, hogy csapatokat szállítson Amerikába. A Lord Sandwich-et 1778-ban a Rhode Island-i Newport kikötőjében elsüllyesztették, hogy megakadályozzák a francia flotta behajózását.
A 20. században több próbálkozás történt maradványainak megtalálására. A 2016-ban a hajó maradványát nagy biztonsággal öt roncs egyikére szűkítették. Végül 2019 és 2021 közötti merülések, műszeres vizsgálatok kulcsfontosságú szerkezeti elemeket feleltettek meg az 1768-as királyi haditengerészeti felmérésének adataival, így a roncsot beazonosították, megtalálták.
Az Endeavour vitorlásról nevezték el a NASA Endeavour űrsiklóját.

## Építése
Az Endeavourt eredetileg Earl of Pembroke („Pembroke grófja”) néven építette az észak-yorkshire-i Whitby városában élő Thomas Fishburn Thomas Millner részére és 1764 júniusában bocsátották vízre. Whitby kikötőjét főleg bálnavadászok és szénszállítók látogatták; a helybeliek által „Whitby Cat” néven ismert típushoz tartozó Earl of Pembroke az utóbbi célra épült. A kis háromárbocos, keresztvitorlás hajónak ennek megfelelően masszív, megbízható szerkezete volt: orra széles és lapos, fara szögletes, hosszú törzse pedig dobozszerű, nagy befogadóképességű.
Lapos feneke miatt sekély vizeken is jól használható volt és kisebb javításokhoz nem volt szüksége szárazdokkra, elég volt kifuttatni a partra. Palánkja és belső fedélzetei tölgydeszkákból készültek, gerince és kormányrúdja szilfából, árbocai pedig fenyőből.
Árbocainak magassága pontosan nem ismert, mert az eredeti tervrajzai csak a hajótestet mutatják. A hasonló hajókon az elő- és főárbocok mérete 34, illetve 39 m volt; viszont az egyik tervrajzon egy megjegyzés szerint tatárboca 16 yard és 29 hüvelykes (15,4 m) volt, ami majdnem három méterrel rövidebb a megszokottnál és meglehetősen furcsán, megcsonkítottan festhetett. Újabban feltételezik, hogy a rajzoló tévedett a terv másolásakor és eredetileg 19 yard és 29 hüvelyk (18,1 m) szerepelt a dokumentumon, ami megfelel a korabeli szabványnak. A hajó ausztráliai másolata és a greenwichi Nemzeti Tengerészeti Múzeumban látható modellje a kisebb szám alapján készült.

## A haditengerészet szolgálatában
1768. február 16-án a Royal Society (Királyi Társaság, gyakorlatilag az angol tudományos akadémia) kérelmet nyújtott be III. György királynak, hogy finanszírozza egy tudományos expedíció felszerelését, amely a Csendes-óceán déli részén megfigyelheti a Vénusz 1769-es áthaladását a Nap előtt. A király engedélyezte az utat, az Admiralitás pedig a csillagászati jellegű cél mellett titkos feladatot is adott az expedíciónak: találja meg a feltételezett déli kontinenst, a Terra Australis Incognitát („ismeretlen déli föld”).
A Royal Society Alexander Dalrymple skót földrajztudóst javasolta parancsnokul, ő azonban azt a feltételt szabta, hogy a kapjon címzetes tengerészkapitányi kinevezést. Az Admiralitás első lordja, Edward Hawke azonban felháborítónak találta az ötletet, ahogyan mondta, előbb vágná le a jobb kezét, mint hogy egy tapasztalatlan civilre bízná a flotta egyik hajóját. Hawke tudta, hogy korábban (1698-ban) előfordult már, hogy a HMS Paramour tisztjei nem voltak hajlandóak parancsot elfogadni Edmond Halley csillagásztól. A patthelyzetet az oldotta fel, hogy az Admiralitás James Cookot javasolta vezetőnek, aki tengerésztiszt volt, de emellett jó matematikai és kartográfiai ismeretekkel is rendelkezett. Őt mindkét fél elfogadhatónak tartotta, így Cookot hadnaggyá léptették elő és kinevezték az expedíció parancsnokául.

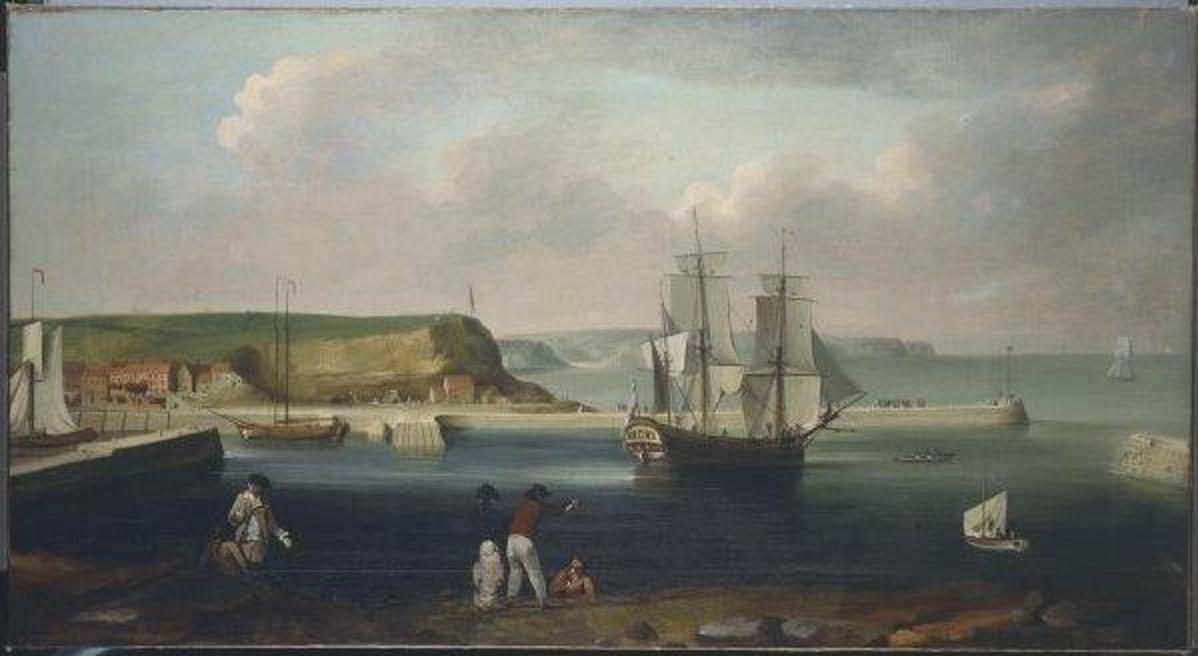
Az Earl of Pembroke elhagyja Whitby kikötőjét 1768-ban (Thomas Luny képe, 1790)

1768. május 27-én Cook átvette az Earl of Pembroke parancsnokságát. A 2307 fontra becsült hajót az Admiralitás végül 2840 font, 10 shilling és 11 pennys áron vásárolta meg tulajdonosától és átadta az expedíciónak. A Temze-menti Deptfordban átalakították a hosszú út kívánalmainak megfelelően; ennek költsége 2294 font volt, majdnem annyi, mint amennyiért a hajót vásárolták. A hajótestet újrakátrányozták és beépítettek egy harmadik belső fedélzetet, ahol kabinokat, raktárhelyiségeket és egy lőporkamrát alakítottak ki. A kabinok alapterülete alig 2 m² volt és Cookot, valamint a Társaság képviselőit: Joseph Banks botanikust, az ő asszisztenseit (Daniel Solandert és Herman Spöringet), Charles Green csillagászt, valamint Sydney Parkinson és Alexander Buchan grafikusokat szállásolták el bennük. Ezek a kabinok a tiszti étkezőt vették körbe. A taton elhelyezett nagy kabin a kapitány és a tudósok dolgozószobájaként funkcionált. Az alsó fedélzet hátsó részén, a legénységi étkező mellett helyezték el Zachary Hickes első- és John Gore másodtiszt, William Monkhouse hajóorvos, Stephen Forwood ágyúmester és Robert Molyneux vitorlamester szállását. A legénység és a tengerészgyalogosok az alsó fedélzet egybefüggő terében aludtak és laktak.
A hajó felszereléséhez tartozott két vitorlás csónak, egy nagycsónak és két kisebb bárka. Utóbbiak Joseph Banks és John Gathrey fedélzetmester magántulajdonát képezték. A nagycsónak korhadt állapotban volt és teljesen fel kellett újítani. A raktérben elhelyeztek néhány 8,5 méteres hosszú evezőt is, arra az esetre, ha a hajó elveszti árbocait vagy szélcsend akadályozza az előrehaladást.
Az átalakított hajó a HMS Endeavour („Törekvés”; a HMS a His Majesty's Ship, őfelsége hajója rövidítése, amelyet minden haditengerészeti jármű nevéhez hozzáillesztettek) nevet kapta. A regiszterben valójában HM Bark Endeavour névvel szerepelt, hogy megkülönböztessék az 1763-ban épült, négyágyús Endeavour kuttertől.
Július végén az Endeavour megkapta fegyverzetét. A csendes-óceáni bennszülöttek esetleges támadásai ellen Cook tíz négyfontos ágyút és tizenkét kis kaliberű, forgatható állványra szerelt ágyút tudott felmutatni. A négyfontosok közül hatot helyeztek el a felső fedélzeten, a többi raktárba került. Július 30-án az Endeavour átvitorlázott Plymouthba, hogy berakodják ellátmányát és felvegye végleges, 85 fős legénységét, akik közé 12 tengerészgyalogos is tartozott. Az élelmiszerkészlet hatezer adag disznóhúsból, négyezer adag marhahúsból, kilenc tonna kenyérből, öt tonna lisztből, három tonna savanyúkáposztából, egy tonna mazsolából, illetve kisebb mennyiségű sajtból, sóból, borsóból, olajból, cukorból, zabpehelyből állt. Ide tartozott még 250 hordó sör, 44 hordó brandy és 17 hordó rum. A hajó disznókat, baromfit, egy tejelő kecskét és két vadászkutyát is vitt magával. Cook parancsára 12 tonna nyersvasat helyeztek el a fenékben, amely ballasztként szolgált.

## A felfedezőút
Az Endeavour 1768. augusztus 26-án futott ki Plymouthból, fedélzetén 94 fővel és másfél évre elegendő készletekkel. Ezután először két héttel később, szeptember 12-én kötött ki Madeirán, Funchal kikötőjében. Kisebb javításokat végeztek, friss zöldséget, húst és vizet vételeztek. Az egyik matróz beleakadt a horgonykötélbe, miközben leeresztették a horgonyt, vízbe esett és meghalt; helyére Cook egy amerikai szlúpról raboltatott el egy embert, ahogyan ez akkoriban szokás volt a brit haditengerészetnél (mivel ekkor még nem kezdődött meg az amerikai függetlenségi háború, a férfi brit alattvaló volt).
Az expedíció ezután Afrika partjai mentén haladt délre, majd átszelte az Atlanti-óceánt és 1768. november 13-án megérkezett Rio de Janeiróba. Víz és élelem felvétele után a Horn-fok felé indultak tovább, amelyet 1769. január 13-án értek el. Két napig küzdöttek a viharos idővel, de az ellenszél és az áramlatok miatt alig haladtak előre. A szél január 16-án megenyhült annyira, hogy megkerülhették a Horn-fokot és kis időre megpihenhettek a Siker-öbölben (Bahia Buen Suceso). A legénység fát és édesvizet keresett, eközben Banks és társai több száz növényt gyűjtöttek a jeges partvidéken. Január 17-én rájuk tört egy hóvihar és Banks két szolgája halálra fagyott.
Az Endeavour január 21-én szedte fel a horgonyt és nyugat-északnyugat irányban nekiindult a Csendes-óceánnak. Április 10-én érték el Tahitit, ahol három hónapig tartózkodtak. Június 3-án megtörtént a Vénusz áthaladása a Nap előtt, amelyet Charles Green csillagász a hajó fedélzetéről megfigyelt és részletesen dokumentált.

### Felfedezések a Csendes-óceánon
Az expedíció fő feladatának elvégzése után az Endeavour július 13-án hagyta el Tahitit és északnyugat felé haladva Cook feltérképezte a Társaság-szigeteket (amelyet ő nevezett el a Királyi Társaság után). Partra szálltak Huahinén, Raiateán és Bora Borán és ezeket a szigeteket brit territóriumnak nyilvánították. Az Ausztrál-szigetekhez tartozó Rurutun a hullámverés és sziklás part miatt csónakkal sem tudtak kiszállni. A hajó augusztus 15-ig időzött Polinéziában, majd délnek fordult, hogy megkeresse a Terra Australis Incognitá-t.
1769 októberében elérték Új-Zéland partjait, így ők voltak az első európaiak akik Abel Tasman 1642-es látogatása óta a szigetekre tették a lábukat. Először Poverty Bayben kötöttek ki, ahol a maorik szokásuk szerint fenyegetően rájuk rontva üdvözölték őket. Bár ez nem volt valódi támadás, a britek annak vették, tüzet nyitottak rájuk és négy maorit megöltek, többet megsebesítettek. Az Endeavour a következő hat hónapot a partvidék feltérképezésével töltötte és Cook felfedezte, hogy Új-Zéland két nagy szigetből áll, de összességében túl kicsi ahhoz, hogy a keresett Terra Australis legyen. 1770 márciusában Cook formális körülmények között partra vitette magát a nagycsónakban és Új-Zélandot a brit korona tulajdonának nyilvánította. Ezután nyugatnak fordultak és nekivágtak a nyílt tengernek. Április 19-én megpillantották Ausztrália keleti partjait. Április 29-én megtörtént a partraszállás Botany Bay-ben, Cookék voltak az első európaiak aki a kontinens keleti felének földjére léptek.

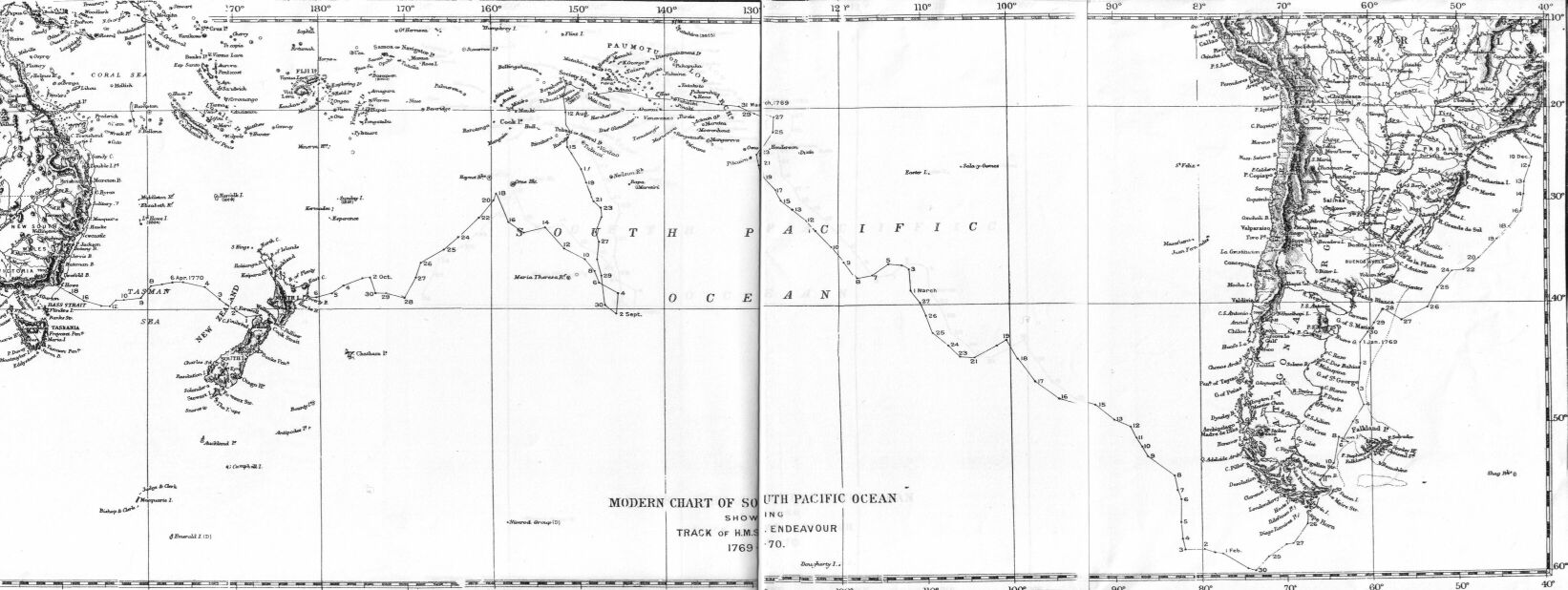
Az Endeavour csendes-óceáni útja (1893-as térkép)

### Hajótörés
A következő négy hónapban Cook lassan észak felé haladva feltérképezte a partvidéket. 1770. június 11-én éjjel 11-kor a hajó a Nagy korallgát egyik szirtjének ütközött, amelyet ma Endeavour-zátonynak hívnak. A vitorlákat azonnal levonták és a vészhorgonnyal megpróbálták nyílt vízre húzni az Endeavourt, de nem jártak sikerrel. A szirt olyan meredeken emelkedett ki a tengerfenékről, hogy Cook alig egy hajóhossznyira már 21 méteres mélységet mért.
Hogy csökkentsék a merülést, vízbe dobálták a ballasztot, a megromlott élelmiszert, négy kivételével az összes ágyút és kiszivattyúzták az ivóvizet is. Közben folyamatosan működtették a szivattyúkat, még a kapitány és a tudósok is besegítettek. Miután 40-50 tonnányi terhet vízbe dobtak, a következő dagálykor ismét sikertelen maradt a próbálkozásuk arra, hogy a hajót levontassák a zátonyról. Június 12-e délutánján a csónakokkal messzebbre kivittek két horgonyt és csigasort erősítettek a láncaikra, hogy nagyobb erővel tudják húzni őket. Bár a léken egyre több víz ömlött be, Cook megkockáztatta az újabb levontatást és az esti dagálykor, 10:20-kor az Endeavour ismét úszott. A horgonyokat aztán összeszedték, bár az egyik úgy beakadt a tengerfenék korallszikláiba, hogy ott kellett hagyniuk.
Ahogyan várható volt, a vontatás során a lék még nagyobb lett és mindhárom szivattyúnak folyamatosan dolgoznia kellett. A hajó majdnem 40 km-re volt a parttól és a csónakokban nem volt elég hely a teljes legénységnek. Joseph Banks feljegyezte, hogy a legénység nyugodtan nézett szembe a veszéllyel, annak ellenére, hogy az életük forgott kockán.
Jonathon Monkhouse kadét (az hajóorvos William fivére) javasolta, hogy kívülről vitorlavásznat húzva rá tömítsék be ideiglenesen a léket. Mivel ő már szolgált olyan hajón korábban, ahol ezt a műveletet el kellett végezni, ő felügyelte a munkát. Kócot és gyapjút varrtak egy régi vitorlába, amit áthúztak a hajó alatt és a víz nyomása rászorította a lékre. Így sokkal kevesebb víz szivárgott be és egy szivattyúval is úszóképesen tudták tartani az Endeavourt.

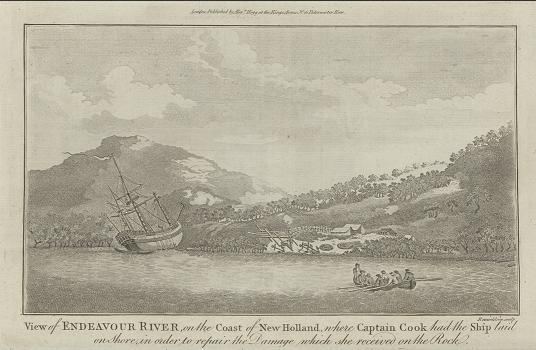
A javítás alatti Endeavour a róla elnevezett folyó torkolatában (1786)

Innen északnak indultak a korallgáttal és a parttal párhuzamosan és megfelelő kikötőhelyet kerestek, ahol kijavíthatják a hajót. Június 13-án felfedeztek egy széles folyótorkolatot, amelyet Cook Endeavour-folyónak nevezett el. Az erős szél miatt először nem tudtak biztonságosan áthaladni a torkolat előtti homokpadon; csak június 17-én reggel sikerült felhajózni a folyóra, bár egy homokzátonyon így is fennakadt és csak egy órával később szabadult le róla. Ezután az Endeavourt a folyó déli partjára futtatták fel és megdöntötték, hogy kijavíthassák a léket a hajófenéken. Kiderült, hogy ököl nagyságú koralldarab hasította fel a hajó alját, amely aztán letört és beékelődött a deszkák közé. Utóbbi szerencsés körülménynek bizonyult, mert részben eltömte a rést és megakadályozta a gyors elsüllyedést. A lék befoltozásán túl a palánkról levakarták a rátelepedett kagylókat és kicserélték az elhasználódott kötélzetet és vitorlákat is.

### Út Batáviáig
Az expedíció a javítások és a megfelelő széljárás kivárása után 1770. augusztus 5-én indult tovább és tizenöt nappal később elérték a York-fokot, Ausztrália legészakibb pontját. Augusztus 22-én Cook a szokásos ceremóniával kieveztetett egy kis part menti szigetre és a brit korona tulajdonává nyilvánította az általa felfedezett földterületeket. A szigetet Possession-szigetnek (Birtoklás-sziget) nevezte el.

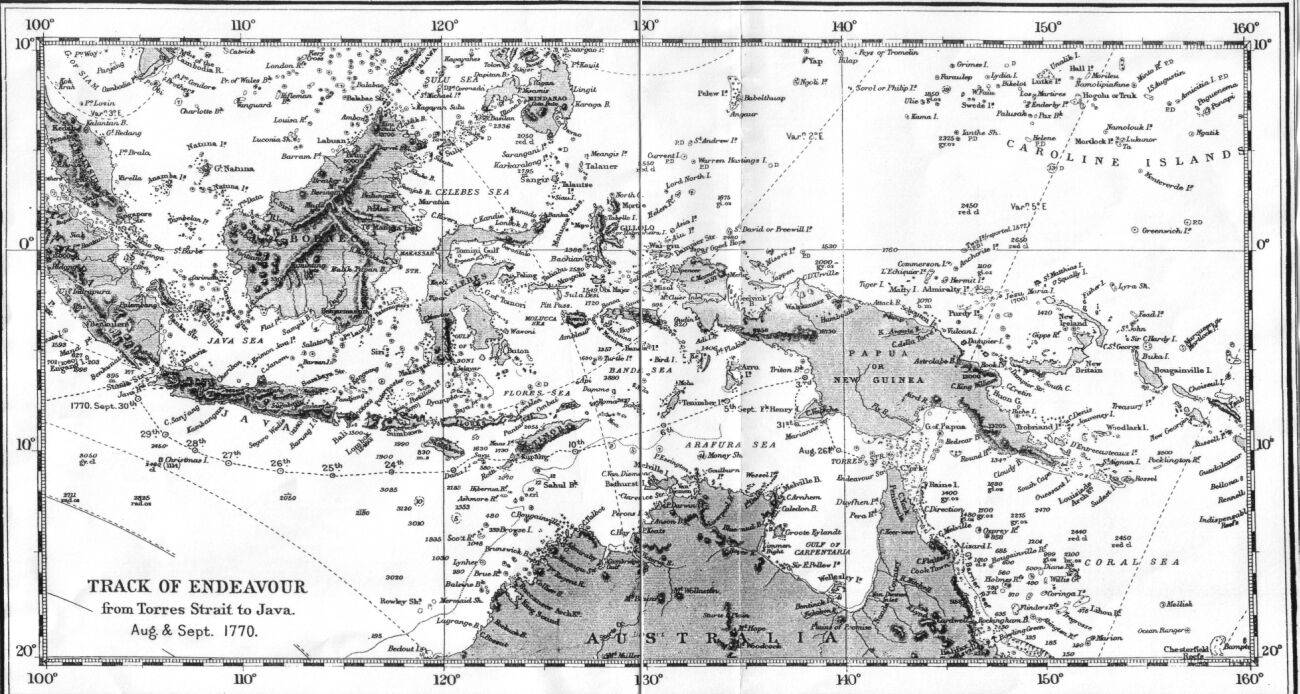
Az Endeavour útja a Torres-szorostól Jáváig

Innen a partot követve nyugat felé hajóztak, óvatosan kerülgetve a zátonyokat és homokpadokat; a vízmélységet az egyik előreküldött vitorlás csónak mérte folyamatosan. Augusztus 6-án bekerültek az Ausztrália és Új-Guinea közötti Torres-szorosba, amelyet még 1606-ban fedezett fel Luis Váez de Torres.
A Timortól nyugatra fekvő Savu szigetén háromnapos pihenőt tartottak, majd október 10-én Cook Batávia, a Holland Kelet-Indiák fővárosa felé vette az irányt. Másnap villám csapot a hajóba, de a kezdetleges villámhárítónak felszerelt „elektromos lánc” megelőzte a nagyobb károk keletkezését. Batáviában hosszabb időt töltöttek. Két hetes horgonyon állás után az Endeavourt kiemelték a vízből és amennyire a körülmények engedték, nagyjavítást végeztek rajta. Palánkjai a hajótörés óta igen rossz állapotban voltak, egyes részein már csak egynyolcad hüvelyk (3 mm) hiányzott az átszakadáshoz. Cook maga is azt írta, hogy „mindenki, aki látta a hajófeneket, meglepődött, hogy hogyan tudtuk a víz felszíne fölött tartani”. A repedt és hajóféreggel fertőzött palánkokat kicserélték, levakarták róla az algaréteget, újratömítették és lefestették a törzset. A javításokkal 1770 karácsonyára lettek készen és másnap már felhúzták a horgonyt és nyugati irányban nekivágtak az Indiai-óceánnak.

### A hazaút
Az Endeavour már jó állapotban volt, ez azonban nem volt elmondható a legénységéről. A batáviai tartózkodás alatt 10 kivételével mind a 94, a hajón tartózkodó ember elkapta a maláriát vagy a vérhast. Mire december 26-án felhúzták a horgonyt már heten meghaltak, negyven másik pedig túl beteg volt ahhoz, hogy ellássa a munkáját. A következő három hónapban még 23-an haltak, meg, köztük Charles Green csillagász, Herman Spöring botanikus, Sydney Parkinson grafikus és William Monkhouse hajóorvos is.
Cook a szennyezett ivóvíznek tulajdonította a betegséget és citromlével próbálta javítani a minőségét, de jelentős javulást nem ért el vele. Február 6-án meghalt Jonathan Monkhouse, aki megmentette a hajót a zátonyra futás után, hat nappal később pedig a hajóács is. A legénység többi tagjának egészsége lassan helyreállt, az utolsó halálesetek február végén következtek be.
1771. március 13-án az Endeavour megkerülte a Jóreménység-fokot és két nappal később kikötött Fokvárosban. Egy hónapot töltöttek itt, kivárva, hogy a betegek egészsége javuljon és kisebb javításokat végeztek az árbocokon. Tíz új matrózt vettek fel, majd április 15-én elindultak hazafelé. Angliát július 10-én látták meg, két nappal később pedig az Endeavour kikötött Doverben.
A visszatérés után egy hónappal James Cookot parancsnokká (Commander, alezredesnek megfelelő rang) léptették elő, 1771 novemberében, pedig az Admiralitás megbízta egy újabb felfedezőúttal, amelyhez egy másik hajót - a HMS Resolutiont - kapott. Cookot a harmadik útja során, 1779-ben ölték meg a hawaii bennszülöttek.

## Későbbi sorsa
Míg Cook híres ember lett a sikeres felfedezőút után, az Endeavourról elfeledkeztek. Az Angliába való visszatérés után egy héttel Woolwhichba irányították, ahol átalakították szállítóhajóvá. James Gordon hadnagy parancsnoksága alatt három utat tett meg Anglia és a Falkland-szigetek között. Az első során 1772 végéig elegendő ellátmányt vitt 350 fő számára. 1771. november 8-án futott ki Portsmouthból, de a viharos időjárás miatt csak a következő év március 1-én ért Port Egmontba, a faklkandi brit bázisra. A visszaút május 4-én kezdődött és három hónap után érkezett vissza Portsmouthba.
Második falklandi útján az Endeavour egy kis, szétszedhető járőrhajó, a 36 tonnás Penguin darabjait vitte, amely a HMS Hound szlúpot váltotta a dél-amerikai brit támaszponton. 1773. január 28-án érkezett a Falkland-szigetekre és április 17-én indult vissza a Hound kíséretében.
Harmadik útjára 1774 januárjában futott ki a kikötőből. Ezúttal a teljes bázist felszámolták, mert a London a Spanyol- és Franciaországgal szemben fennálló feszültség miatt attól tartott, hogy a spanyol gyarmati hadsereg megszállja a Falkland-szigeteket és ha megölik a brit katonákat, az akkora felháborodást okozna, hogy belebukna a kormányzat. Az Endeavour a kis kolónia valamennyi tagját visszaszállította az anyaországba, a bázison csak egy zászlót és egy táblát hagytak.
1774 szeptemberében az Endeavourt leszerelték a haditengerészettől és a következő év márciusában 645 fontért eladták J. Mather szállítmányozó üzletembernek, aki legalább egy utat lebonyolíttatott vele Arhangelszkbe.
Az amerikai függetlenségi háború megindulásakor a kormánynak hirtelen nagy számú teherhajóra lett szüksége, hogy csapatokat és utánpótlást vigyenek át Észak-Amerikába; ezért magánszemélyektől is béreltek szállítókapacitást. 1775-ben Mather felajánlotta az Endeavourt, de elutasították. Mather megpróbálta kijátszani a hatóságot és átnevezte a hajót Lord Sandwichre, de a vízijármű rossz állapota miatt ismét visszautasították. Egy renoválás után harmadik jelentkezését 1776. február 6-án már elfogadták. A vitorlás neve Lord Sandwich 2 lett, mert már volt egy hasonló nevű szállítóhajó.
A Lord Sandwich 2, William Author parancsnoksága alatt 1776. május 6-án egy száztagú flottában (ebből 68 szállítóhajó) Portsmouthból New Yorkba indult. Céljuk Howe tábornok New York elfoglalását célzó hadműveletének támogatása volt. A Lord Sandwich 2 206 katonát szállított, főleg hesseni zsoldosokat. Az óceánon való átkelés igen viharos volt, amit a flottával utazó két hesseni katona is megörökített a naplójában. A szétszóródott hajóraj Halifaxnál gyülekezett, majd az Alsó New York-i öböl bejáratánál lévő Sandy Hooknál találkozott a hadművelet többi résztvevőjével. A Lord Sandwich 2 1776. augusztus 15-én vetett horgonyt Sandy Hooknál; a találkozópontnál jelen volt az Adventure (amely a Resolution mellett részt vett Cook második útján) és a HMS Siren, amelynek kapitánya, Tobias Furneaux az Adventure parancsnoka volt a Föld körüli út során.
New Yorkot elfoglalták a brit csapatok, de a felkelők kezén maradt Rhode Island-i Newport fenyegette a megszállt várost, ezért 1776 novemberében a flotta Rhode Island ellen indult. Az odafelé hesseni katonákat szállító Lord Sandwich 2 a sikeres hadművelet után börtönhajóként funkcionált.

## Pusztulása

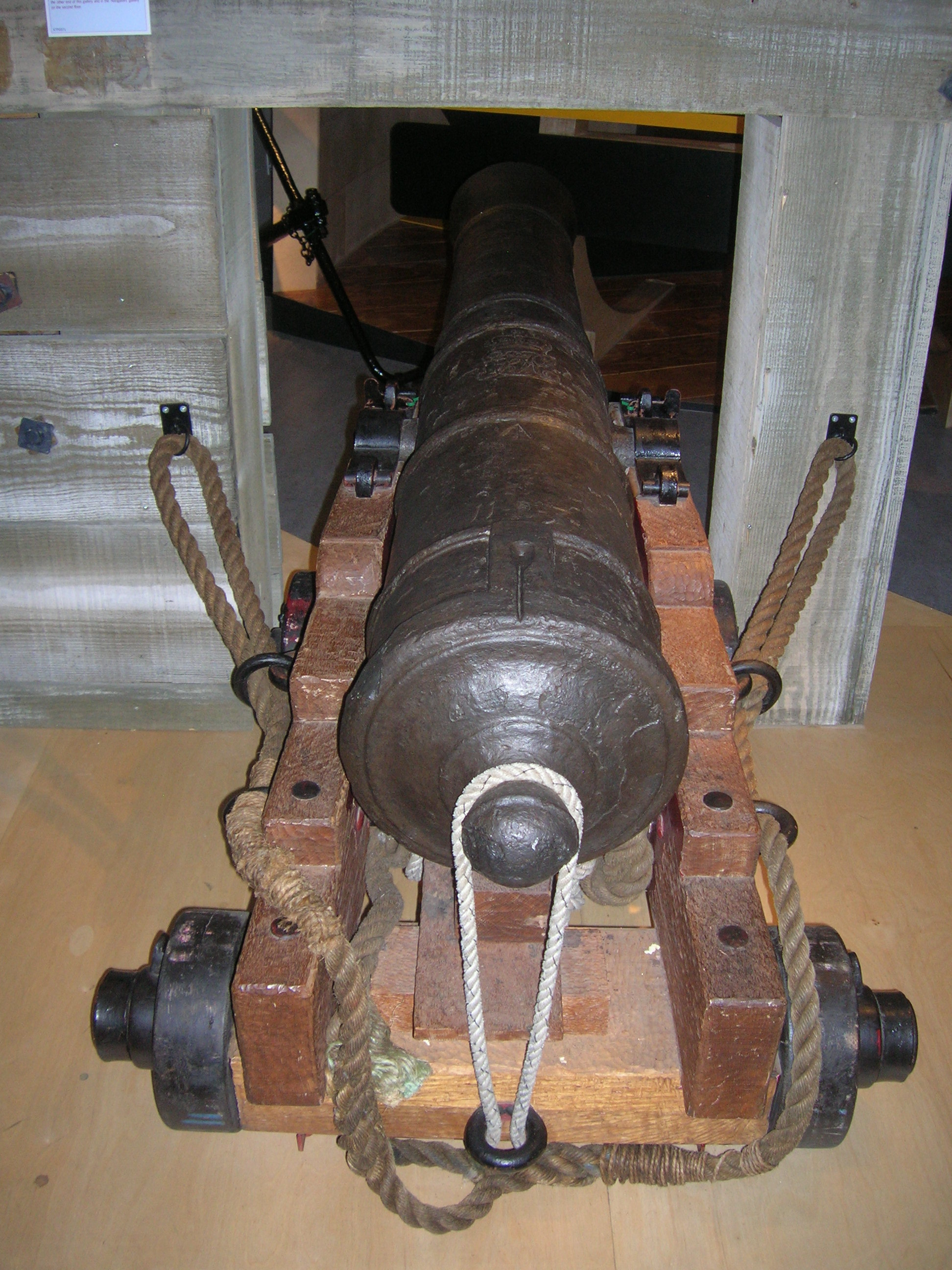
Az Endeavour egyik ágyúja a greenwichi Nemzeti Tengerészeti Múzeumban

1778 nyarán, miután az amerikaiak oldalán Franciaország is belépett a háborúba, közös terv született Newport visszafoglalására. Az amerikai csapatok a szárazföld felől, a francia flotta pedig a tengerről támadott. A brit parancsnok, John Brisbane kapitány meg akarta akadályozni, hogy a francia hajók behatolhassanak a város kikötőjébe, ezért a fölösleges hajóit (összesen 8 hadihajót és 10 magántulajdonban levő teherhajót) az öböl különböző részein elsüllyesztette, hogy víz alatti akadályként szolgáljanak. A Lord Sandwich 2-t 1778. augusztus 4-én süllyesztették el. A brit kormány a hajók tulajdonosainak kompenzációt fizetett.

## Kutatás a roncs után
1834-ben a Rhode Island-i Providence Journal-ban megjelent egy levél, amely felvetette, hogy a Cook híres Endeavourja a helyi öböl alján nyugodhat. A helyi brit konzul ezt tagadta, állítása szerint az Endeavourt 1790-ben a franciák megvásárolták Mathertől és átnevezték La Liberté-re. Később azonban bevallotta, hogy ezt nem hivatalos admiralitási forrásból tudja, csak a francia hajó tulajdonosaitól hallotta. Később felmerült, hogy a Newportnál 1793-ban elsüllyedt La Liberté valójában Cook másik hajója, a Resolution; vagy egy másik Endeavour, egy 1782-ben kiszolgált szkúner volt.
1991-ben a Rhode Island-i Tengeri Régészeti Program (Rhode Island Marine Archaeology Project, RIMAP) megkezdte a Newport ostroma során elsüllyesztett hajók azonosítását, köztük a Lord Sandwichét 1999 a londoni Nemzeti Levéltárban a RIMAP megtalálta azokat a dokumentumokat, amelyek bizonyítják, hogy az Endeavourt Lord Sandwich névre keresztelték át, hogy csapatszállítóként szolgált az amerikai forradalom idején és hogy 1778-ban Newportnál szándékosan elsüllyesztették.
1999-ben a RIMAP és az Ausztrál Nemzeti Tengerészeti Múzeum közös kutatócsoportja megvizsgálta az öböl mélyén található ismert roncsokat egy évvel később pedig egy 18. századi hajó marványait, amit részben elfed egy 20. században elsüllyedt uszály. Amennyire meg lehetett ítélni, a régebbi fahajó hasonlított arra, amit Lord Sandwichről tudunk, de a további kutatások nyolc másik 18. századi hajóroncsot mutattak ki a newporti kikötőben, és köztük is voltak olyanok, amelyek megfeleltek az ex-Endeavour jellemzőinek. 2016-ban a RIMAP bejelentette, hogy „80-100% a valószínűsége, hogy az Endeavour roncsa az öbölben van és kutatásaikat sikerült leszűkíteniük egy öt korabeli hajóból álló roncshalmazra”. Végül 2019-2021 között vízalatti felderítéssel sikerült olyan műszaki jellegzetességeket azonosítani az egyik roncson, amely egyértelműen megfelelt az 1768-as királyi haditengerészeti leírásnak és egyediségével bizonyította, hogy melyik hajó az öt közül az Endeavour.
Magán a hajón kívül sokan (főleg Ausztráliában) próbálták megkeresni az Endeavourhoz köthető egyéb tárgyi emlékeket. Már 1886-ban 300 dolláros jutalmat ajánlottak fel annak, aki megtalálja a hajótörés színhelyén kidobott ágyúkat, de a kutatás eredménytelennek bizonyult. 1900 körül megtalálták az Endeavour-folyó torkolatában hagyott felszerelés maradványait. Az ágyúkat a 20 század során több alkalommal is keresték (1966 és 1968 között három expedíció indult, de korábban, 1913-ban is állította egy gőzös, hogy Cook ágyúit emelte ki a korallzátonyok közül), végül 1969-ben az Amerikai Természettudományi Akadémia csapata találta meg őket érzékeny magnetométerek használatával Az ágyúkat az Ausztrál Nemzeti tengerészeti Múzeum restaurálta és kettőt közülük kiállítottak az Ausztrál Nemzeti Múzeumban, illetve Botany Bay-nél. Egy harmadik ágyút és a szintén előkerült horgonyt a cooktowni James Cook Múzeumnak adományoztak; a többi három pedig a londoni Nemzeti Tengerészeti Múzeumban, a philadelphiai Természettudományi Akadémián és a wellingtoni Te Papa Tongarewa Új-zélandi Múzeumban tekinthetők meg.
Az Endeavour ábrázolása megtalálható az új-zélandi ötvencentes egyik oldalán, és 1989-ben róla nevezték el az USA egyik űrsiklóját.

## Másolatok

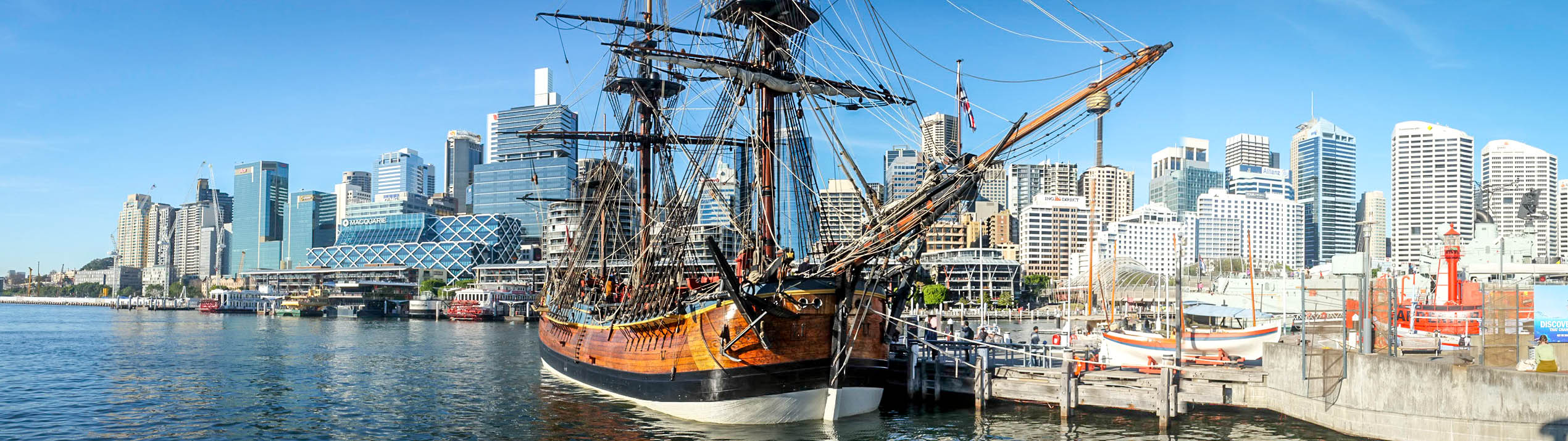
Az Endeavour másolata Sydney kikötőjében

1988 januárjában, Ausztrália megalapításának kétszázadik évfordulójára a nyugat-ausztrál Freemantle-ban elkezdték megépíteni az Endeavour mását. Anyagi nehézségek miatt csak 1993 decemberére készültek el vele. A hajó a következő év októberében indult első útjára, a sydneyi kikötőből Cook útját követve végigvitorlázott a part mentén egészen Cooktownig. 1996-tól 2002-ig végiglátogatta a Cook által érintett kikötőket az egész világon. Whitby-t, az Endeavour készítésének helyét először 1997-ben kereste fel. (másodszor 2002-ben) A hajóról készített felvételeket digitálisan beillesztették a Russell Crowe főszereplésével készült 2003-as Kapitány és katona: A világ túlsó oldalán c. filmbe. A másolat végül 2005-ben ért vissza Ausztráliába, miután kétszer megkerülte a Földet és a Tengerészeti Múzeum tulajdonába került. Ma múzeumhajóként látogatható Sydney kikötőjében.
Egy másik, az eredetivel azonos méretű másolat az angliai Stockton-on-Tees kikötőjében látogatható meg. Ez azonban csak látványosságnak épült, nem képes kifutni a tengerre. A hajótest acélvázzal készült és az eredetihez képest eggyel kevesebb belső fedélzet van benne. Az új-zélandi Russel Múzeumban egy hajózóképes, az eredetihez képest ötödakkora modellt állítottak ki, Whitbyben pedig egy feleakkora, motorokkal hajtott Endeavour-utánzattal lehet sétahajózásra menni

## Fordítás
Ez a szócikk részben vagy egészben  a   HMS Endeavour című angol Wikipédia-szócikk ezen változatának fordításán alapul.  Az eredeti cikk szerkesztőit annak laptörténete sorolja fel. Ez a jelzés csupán a megfogalmazás eredetét és a szerzői jogokat jelzi, nem szolgál a cikkben szereplő információk forrásmegjelöléseként.